# Урдюга
Урдюга — река в России, протекает в Архангельской области. Устье реки находится в 21 км по правому берегу реки Рочуга. Длина реки составляет 62 км.

## Данные водного реестра
По данным государственного водного реестра России относится к Двинско-Печорскому бассейновому округу, водохозяйственный участок реки — Мезень от водомерного поста деревни Малонисогорская и до устья, речной подбассейн реки — подбассейн отсутствует. Речной бассейн реки — Мезень.
Код объекта в государственном водном реестре — 03030000212103000049217.

## Топографические карты
- Лист карты Q-39-XIX,XX устье р. Косма. Масштаб: 1 : 200 000. Указать дату выпуска/состояния местности.